# Frühbeet

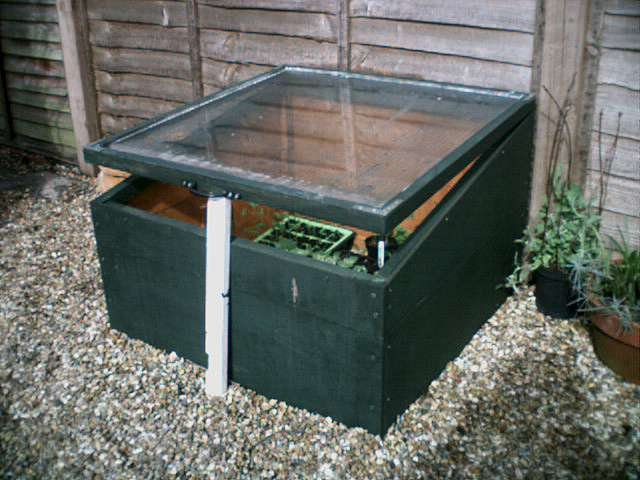
Ein selbst gebautes Frühbeet

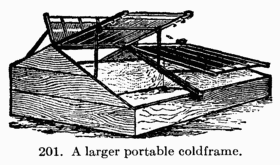
Frühbeet in L. H. Bailey: Manual of Gardening, 1910

Mit Frühbeet beschreibt man eine flache, mit Glas überbedeckte Kulturfläche, die meist für Anzuchten von Jungpflanzen genutzt wird. Es ist an seiner höchsten Seite nicht höher als 1 m und zu einer Seite geneigt. Damit diese Fläche bearbeitet oder gelüftet werden kann, müssen die einzelnen aus Holz oder Metall gerahmten Frühbeetfenster (bis zu ca. 1,6 × 1,0 m) angehoben, angekippt bzw. ganz abgenommen werden. Wie auch Gewächshäuser verlängern Frühbeete die Zeit, die den Pflanzen für das Wachstum zur Verfügung steht.
In der Literatur wird unterschieden zwischen warmem und kaltem Frühbeet. In einem warmen Frühbeet (auch Mistbeet) wird durch mikrobiologische Abbauprozesse (vgl. Biomeiler) in einer unter der Anbaufläche eingebrachten Mistpackung (vorzugsweise aus dem als „hitzig“ geltenden Pferdemist) Wärme erzeugt und so der Boden aufgeheizt. Ein kaltes Frühbeet dagegen arbeitet ohne Heizung, lediglich der Schutz vor Wind führt zu einer gegenüber der Umgebung erhöhten Temperatur. Oft werden solche Frühbeete zum Abhärten von Pflanzen vor dem Auspflanzen verwendet.

Leere gemauerte Mistbeete in der Gärtnerei von Hidcote Manor, Gloucestershire

Frühbeete sind in Klein- und Hausgärten in Gebrauch (zum Teil unter Verwendung alter Fenster gebaut), auch Bausätze werden gehandelt. Gelegentlich werden Frühbeete mit elektrischen Heizvorrichtungen versehen.

## Folienkultur
Das Frühbeet mit seinen gravierenden arbeitstechnischen Mängeln und dem geringen Luftvolumen, bei dem die Temperatur schwer zu regeln ist, wurde vor allem in Gärtnereien durch unterschiedlich große Folientunnel als günstige Alternative zum Glasgewächshaus abgelöst. Diese Art des Anbaus von Nutzpflanzen unter Plastikfolien verfolgt – ebenso wie der Anbau im Frühbeet – den Zweck, durch die Folie eine höhere Wärmespeicherung und somit höhere Erträge zu erzielen.